# Anopheles vargasi
Anopheles vargasi este o specie de țânțari din genul Anopheles, descrisă de Gabaldon, Garcia și Lopez în anul 1941.
Este endemică în Venezuela. Conform Catalogue of Life specia Anopheles vargasi nu are subspecii cunoscute.